# Metro Praha
Metro Praha (tiếng Séc: Pražské metro) là mạng lưới lưu thông nhanh của Praha, Cộng hòa Séc. Được xây vào năm 1974, Metro Praha ngày nay bao gồm ba tuyến đường (A, B và C), phục vụ 61 trạm. Hệ thống Metro Praha phục vụ 589.200.000 hành khách trong năm 2012 (khoảng 1,6 triệu mỗi ngày), làm cho nó thành hệ thống tàu điện ngầm đông đúc nhất thứ 5 ở châu Âu.
Hai loại xe điện ngầm được sử dụng trên các tuyến xe của Metro Praha: 81-71M và từ năm 2000 Metro M1 mới. Tất cả các tuyến xe được điều khiển tự động từ các điều phối trung tâm, người lái xe chỉ chịu trách nhiệm cho việc mở và đóng cửa.